# HeLa

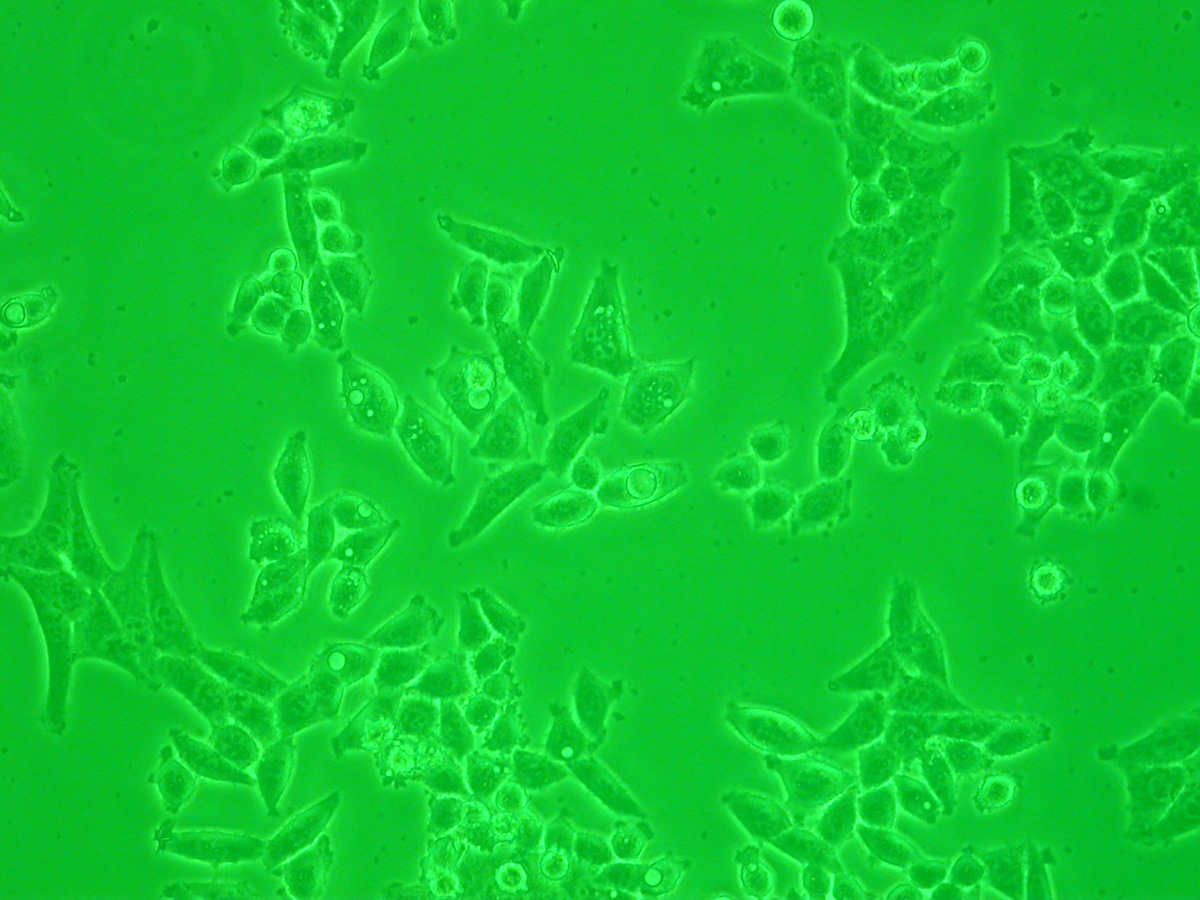
Immagine di cellule HeLa al microscopio a contrasto di fase.

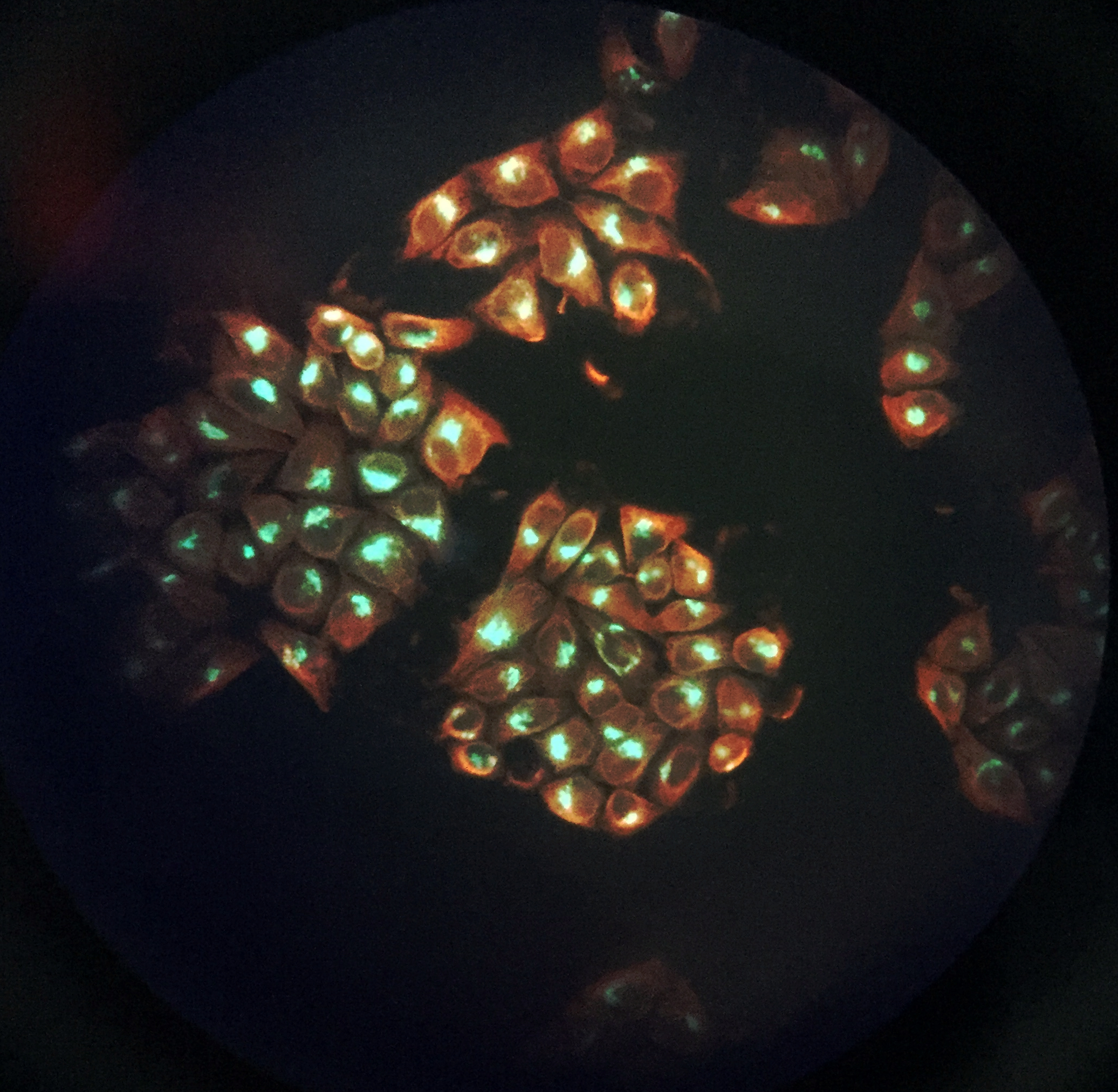
Immagine di cellule di HeLa al microscopio a fluorescenza. Immunofluorescenza del citoscheletro: in rosso filamenti di actina, in verde microtubuli.

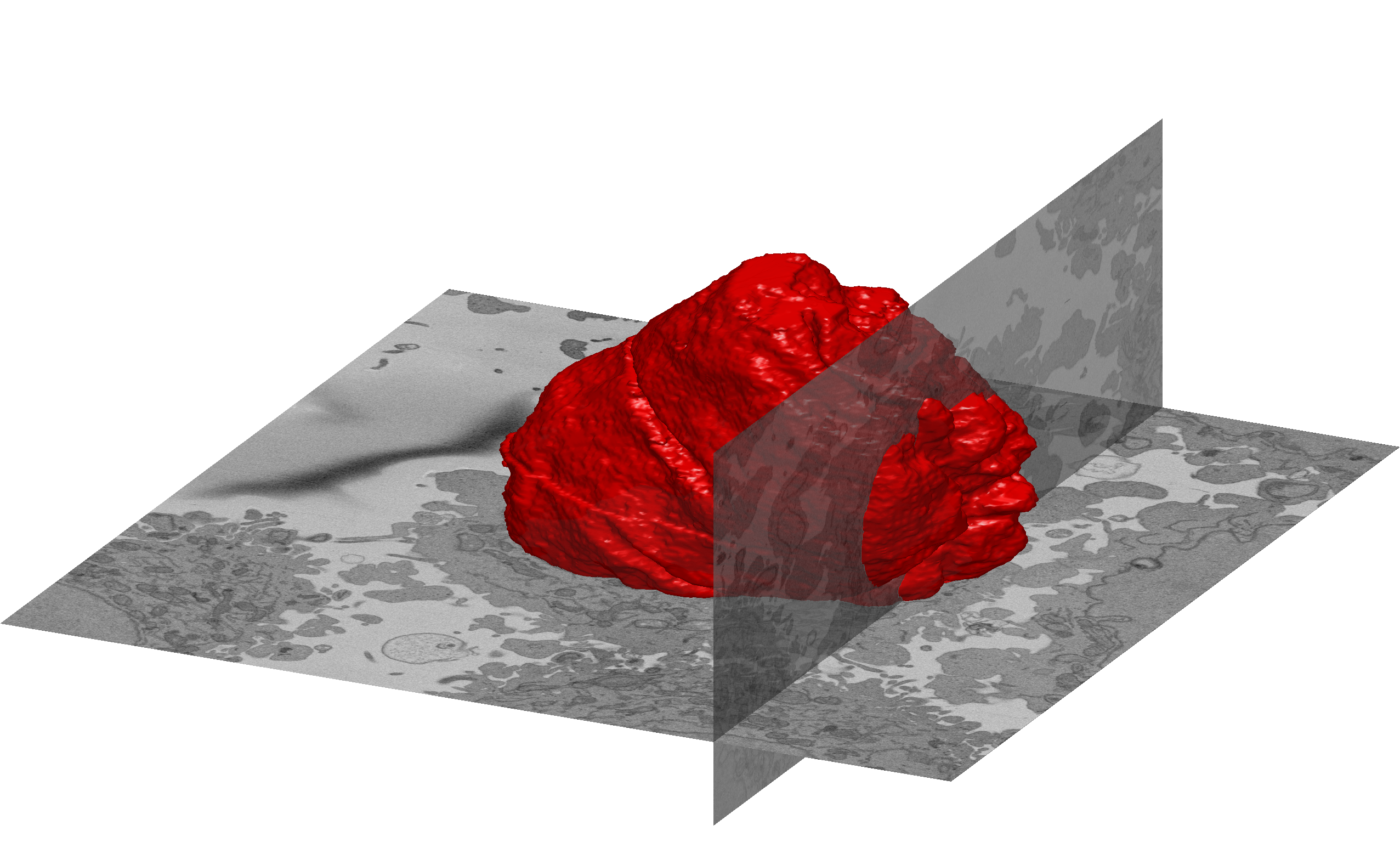
Un rendering volumetrico della superficie (rossa) dell'involucro nucleare di una cellula HeLa. Una imagine verticale e una orizzontale vengono aggiunte come riferimento.

Le cellule HeLa (chiamate anche Hela o hela) sono cellule tumorali immortalizzate altamente stabilizzate, molto utilizzate nella ricerca scientifica.
Questa linea cellulare è stata isolata da un cancro della cervice uterina di Henrietta Lacks (dal cui nome deriva quello delle cellule), che morì di questo cancro nel 1951. Nel 2013 è stato raggiunto un accordo con i familiari discendenti di Henrietta che prevede che due di loro facciano parte di un comitato che esaminerà le richieste dei ricercatori inerenti alle cellule Hela.

## Storia
Le HeLa sono state le prime cellule umane immortalizzate e hanno rappresentato una grande risorsa per la ricerca scientifica. Questa linea cellulare fu isolata e propagata per la prima volta da George Otto Gey nel 1951: Gey, dopo infiniti e infruttuosi tentativi di riprodurre cellule in vitro, ricevette una porzione di tessuto contenente le HeLa da un medico dell'ospedale Johns Hopkins di Baltimora, che aveva ottenuto il lembo di tessuto da una biopsia della massa tumorale di una paziente, Henrietta Lacks, attuata a fini diagnostici.
Gey moltiplicò tali cellule tumorali in vitro senza il consenso della Lacks; a differenza dei suoi precedenti insuccessi, si accorse di avere per le mani un tipo di cellule di particolare interesse per la ricerca scientifica e le rese disponibili gratuitamente per la commercializzazione.
A quel tempo non esistevano leggi che obbligavano il medico ad informare il paziente su eventuali utilizzi del materiale biologico asportato durante interventi, biopsie o analisi di liquidi biologici. Negli Stati Uniti il materiale biologico proveniente da pazienti poteva essere utilizzato a discrezione dell'istituto medico, dove il prelievo era avvenuto, senza che questi potesse vantare diritti su eventuali proventi, come sancito dalla sentenza della suprema corte di giustizia della California nel caso Moore contro l'università della California del 9 luglio del 1990, che dichiarò l'ammissibilità della commercializzazione del materiale biologico prelevato da pazienti, previo consenso informato del paziente stesso.
I primi tentativi di proteggere l'anonimato della Lacks terminarono dopo la sua morte: infatti, pochi anni dopo, la stampa rivelò il nome della paziente da cui erano state prelevate le HeLa.

## Caratteristiche
Le HeLa sono oggi coltivate in laboratori di tutto il mondo per fini scientifici e, sebbene siano trattate come cellule tumorali, esse posseggono delle caratteristiche uniche, che le differenziano dalle altre cellule di questo tipo.
Le HeLa sono molto più resistenti delle altre cellule tumorali e sono in grado di sopravvivere in condizioni che altre cellule non possono tollerare; sono in grado di vivere per un periodo relativamente lungo anche in assenza di terreno di coltura.
Le HeLa possono dividersi molte più volte rispetto alle altre cellule e ciò dipende da una mutazione della telomerasi, che previene l'accorciamento del telomero durante la replicazione, cosa che nelle altre cellule provoca la morte dopo un certo numero di divisioni cellulari.

### Linea cellulare o nuova specie?
Alcuni ricercatori hanno proposto le HeLa come nuova specie a sé stante.
Tale proposta si basa principalmente sulla composizione cromosomica delle HeLa, differente da quella delle altre cellule umane. Le HeLa posseggono infatti 82 cromosomi e, oltre al normale corredo umano, presentano quattro copie del cromosoma 12 e tre copie dei cromosomi 6, 8, e 17. Tale differenza nel corredo cromosomico è dovuta ad una mutazione orizzontale indotta dal Papillomavirus, che è responsabile di quasi la totalità dei carcinomi cervicali.
Le HeLa sono state descritte da Leigh Van Valen come un esempio della possibilità di creazione di nuove specie. Stanley M. Gartler denominò tale presunta nuova specie Helacyton gartleri.
Le motivazioni che portarono Van Valen a dichiarare le HeLa nuova specie si possono riassumere in tre punti:
- la profonda differenza del loro genoma e corredo cromosomico da quello umano;
- la nicchia ecologica nella quale possono sopravvivere;
- la loro capacità di propagarsi e resistere laddove altre cellule non avrebbero possibilità di sopravvivere.